# Ботанічний сад Балларата

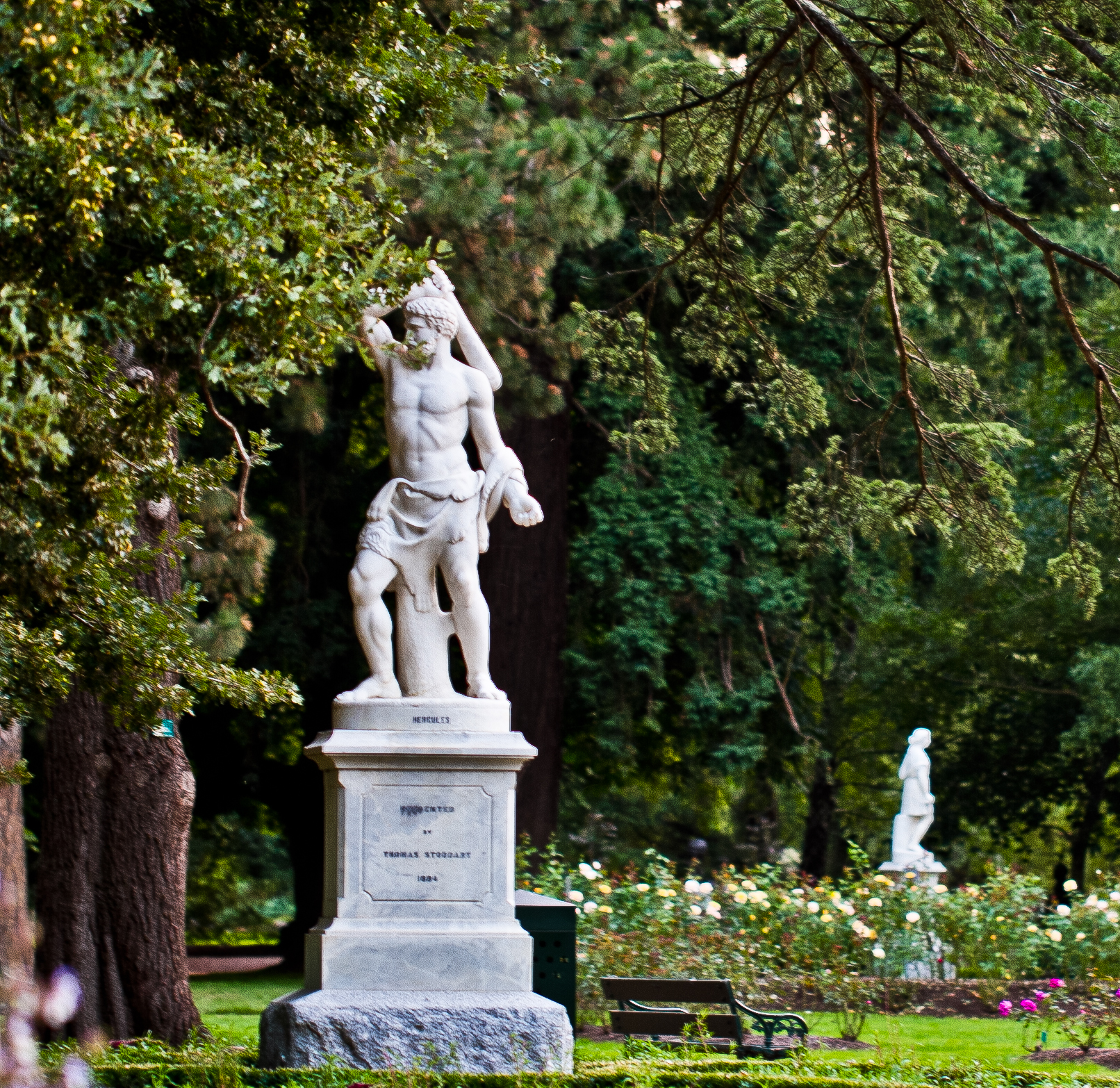
Статуя Геркулеса у ботанічному саду

Ботанічний сад Балларата (англ. Ballarat Botanical Gardens) — ботанічний сад у місті Балларат (штат Вікторія, Австралія). Ботанічний сад є членом Міжнародної ради ботанічних садів з охорони рослин (BGCI) і має код LEGNF.

## Історія
Розташований трохи більше ніж в 100 км на північний захід від Мельбурна, Балларат у 1850—1860 роки став місцем першої в історії Австралії золотої лихоманки, завдяки якій 20 тисяч старателів перетворили крихітне поселення в найбільше місто колонії Вікторія.
Планування ботанічного саду було офіційно затверджено 1857 року, після того як Комітет з питань управління ухвалив рішення перетворити загін для коней поліції Балларата в ботанічний сад, а роботи по його створенню почались 1858 року. Місце для саду було вибрано на західному березі мальовничого озера Вендоурі, яке знаходилося в 3,5 км від центру Балларата, у зоні пішої доступності для жителів міста, а крім того, біля нього був прокладений трамвайний маршрут. Тендер на оформлення саду виграли Райт і Армстронг, які мали в своєму розпорядженні рослини від Фердинанда фон Мюллера з Королівського ботанічного саду Мельбурна і Деніеля Бюнсе з ботанічного саду у Джелонзі.
1859 року першим садівником був призначений Джордж Лонглі, який почав перетворення колишнього загону у справжній ботанічний сад. Він привернув до цієї справи місцевих багатіїв, які активно жертвували кошти, а також Томаса Стоддарта і Джеймса Рассела Томсона, що подарували саду колекцію мармурових скульптур. Масові посадки дерев почалися у 1860-х роках, зокрема, основою для саду стали 28 секвоядендронів, посаджених 1863 року. З цього часу і до 1874 року в саду також були посаджені секвої, болотні кипариси, в'язи шорсткі та Quercus cerris.
З 1898 року в саду розпочато вирощування бегоній, незабаром після їх відкриття в Перу і Болівії. До 2005 року кількість видів дійшла до 221, включаючи такі, як Begonia × tuberhybrida, Begonia pearcei, Begonia boliviensis. Сад має також має колекції азалій, камелій, жоржин і троянд.
2007 року сад відсвяткував своє 150-річчя, яке ознаменувалося тим, що губернатор Вікторії Девід де Кретсер посадив два нових дерева. 21 січня 2014 року мер Балларата Джошуа Морріс і президент товариства «Друзі Ботанічного саду Балларата» Елізабет Гілфіллан підписали угоду про взаєморозуміння для майбутнього розвитку саду. У травні 2014 року Міська рада запропонувала об'єднати південний і північний сади в єдиний дендрарій, а також перепланувати весь сад, щоб «до червня 2016 року Ботанічний сад Балларата став ботанічним садом XXI століття, як один з найкращих регіональних ботанічних садів в Австралії».

## Загальний опис
Ботанічний сад займає площу 40 гектарів і ділиться на три зони: центральну, яка досі зберігає свій вікторіанський стиль, по обидва боки від якої розташовані відкриті паркові зони, відомі як Північний і Південний сади.
У ботанічному саду росте 52 зрілих дерева хвойних і листяних порід, багато з яких занесені до Реєстру Національного фонду дерев. Острови і канали озера Вендоурі і водно-болотні угіддя Північного саду є місцем існування для риб, птахів і ссавців. Сад оформлений тематичними колекціями папороті, трав і місцевих рослин. Поруч з Садівничим центром Роберта Кларка в зимовому саду ростуть квіткові культури, які не можуть рости у відкритому ґрунті.
Колекція скульптурного павільйону складається з 12 білих мармурових статуй, подарованих саду Томасом Стоддартом 1884 року після відвідин ним Каррари в Італії. Скульптури зображують пори року і фігури класичної міфології (Весна, Літо, Осінь, Зима, Геракл, Помона, Менади, Геба, Флора Фарнезе, Леда, Меркурій і Флора).
На краю Південного саду знаходиться Меморіал колишнім австралійським військовополоненим, відкритий 6 лютого 2004 року генералом Пітером Косгроувом. Вартість проекту художника Пітера Бліззарда склала 1,8 мільйона доларів США. Комплекс являє собою 130-метрову гранітну стіну з іменами 35 тисяч австралійських військовополонених часів англо-бурських, першої та другої світових, корейської воєн. Також в Південному саду знаходиться Трамвайний музей Балларата, що включає в себе депо, зібрання історичних експонатів і колекцію трамвайних вагонів.

## Галерея

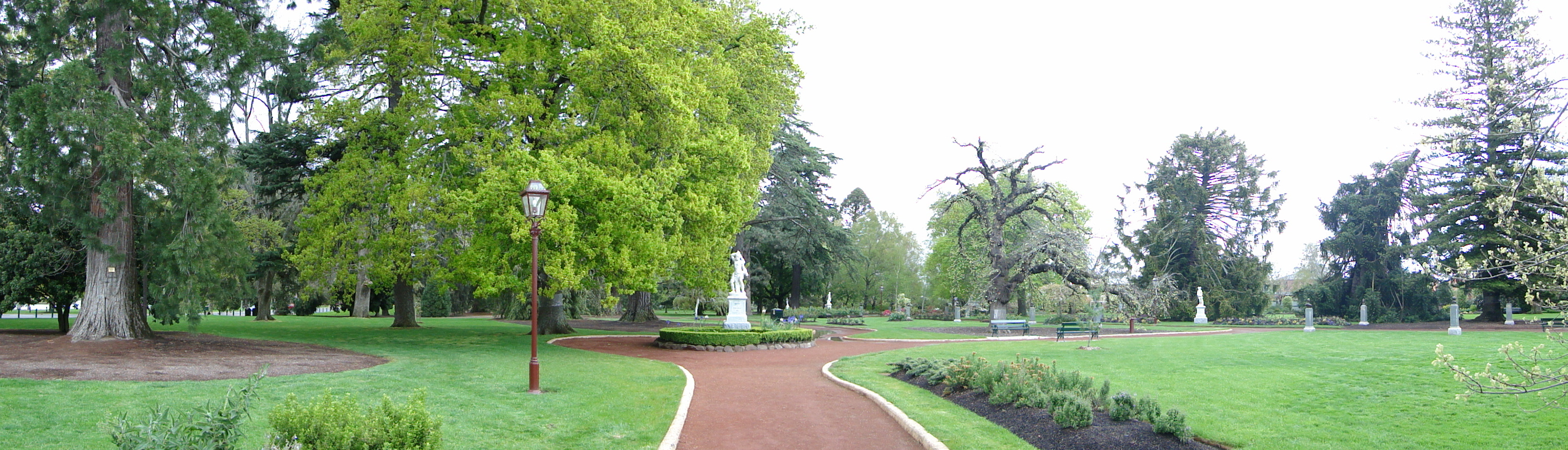
У ботанічному саду

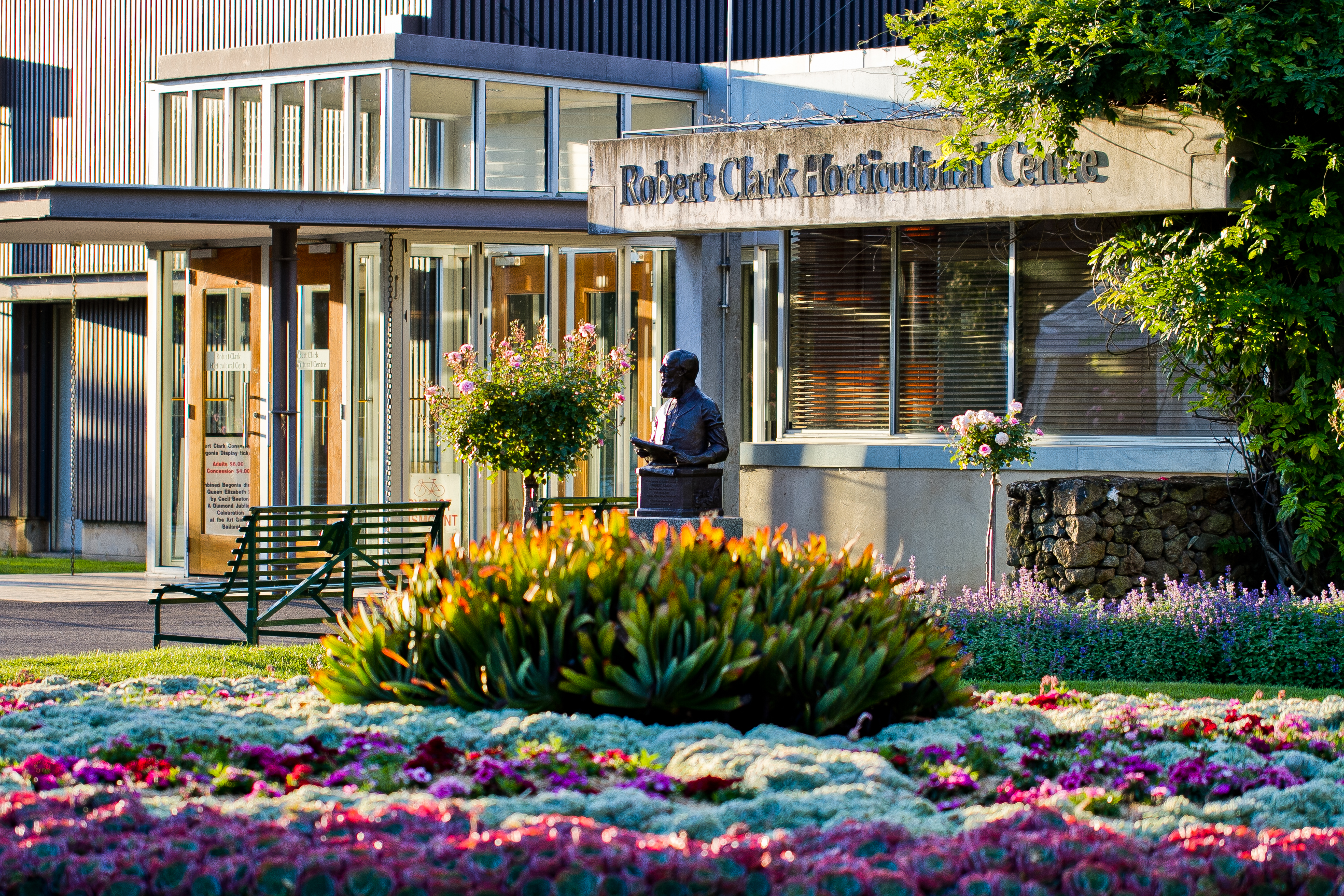
Вид на квітники біля садівничого центру
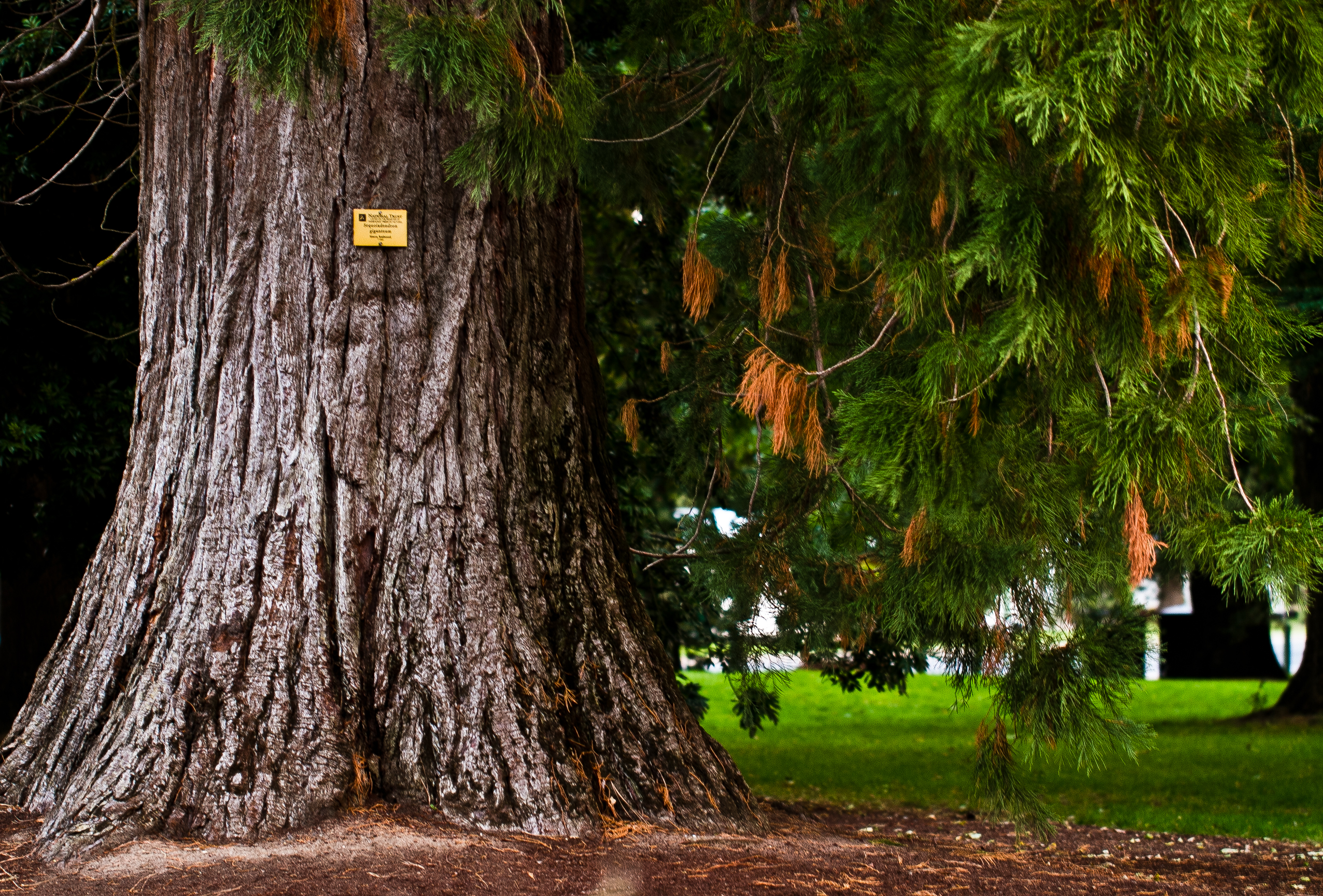
Секвоядендрон
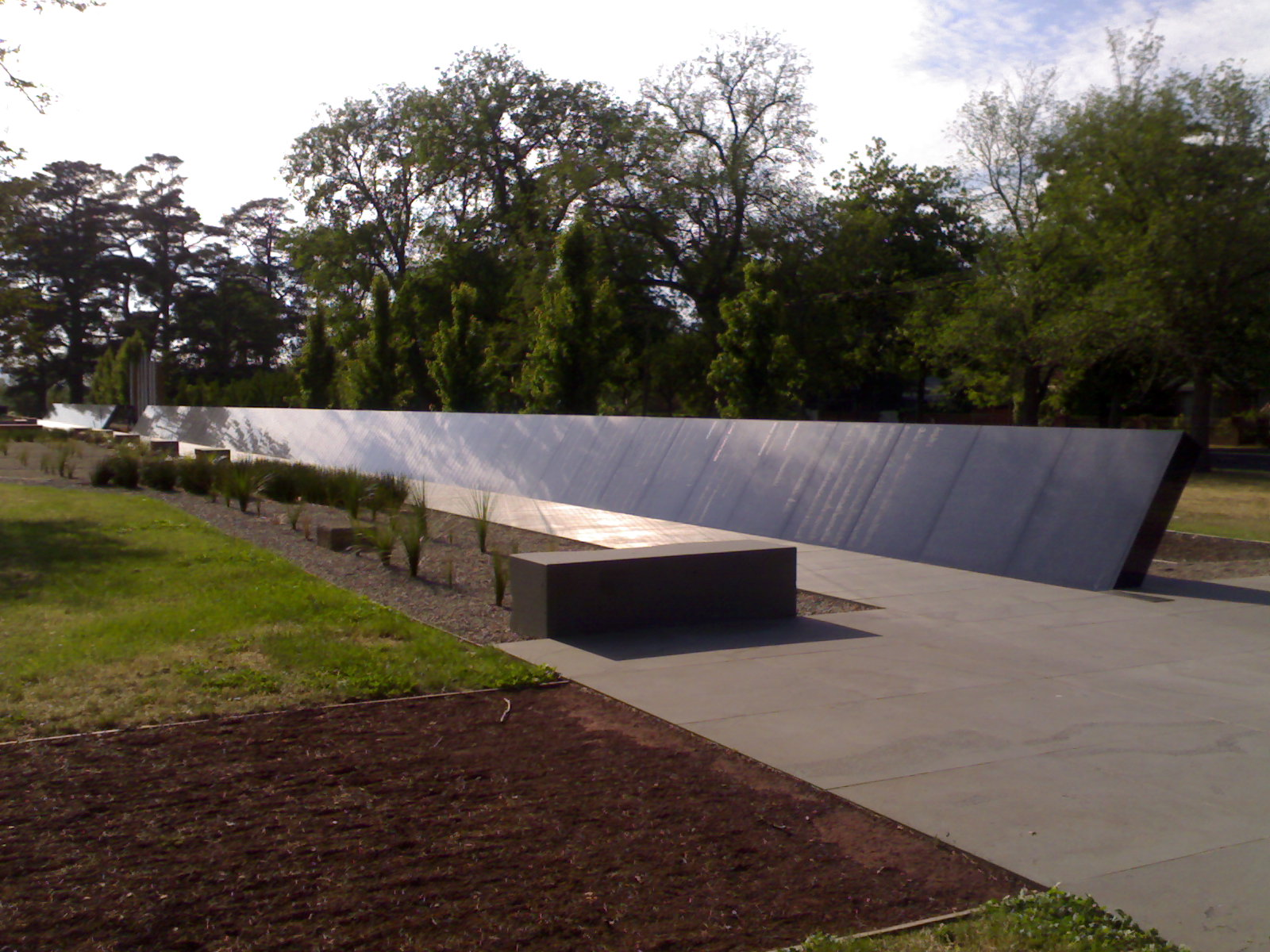
Меморіал колишнім військовополоненим
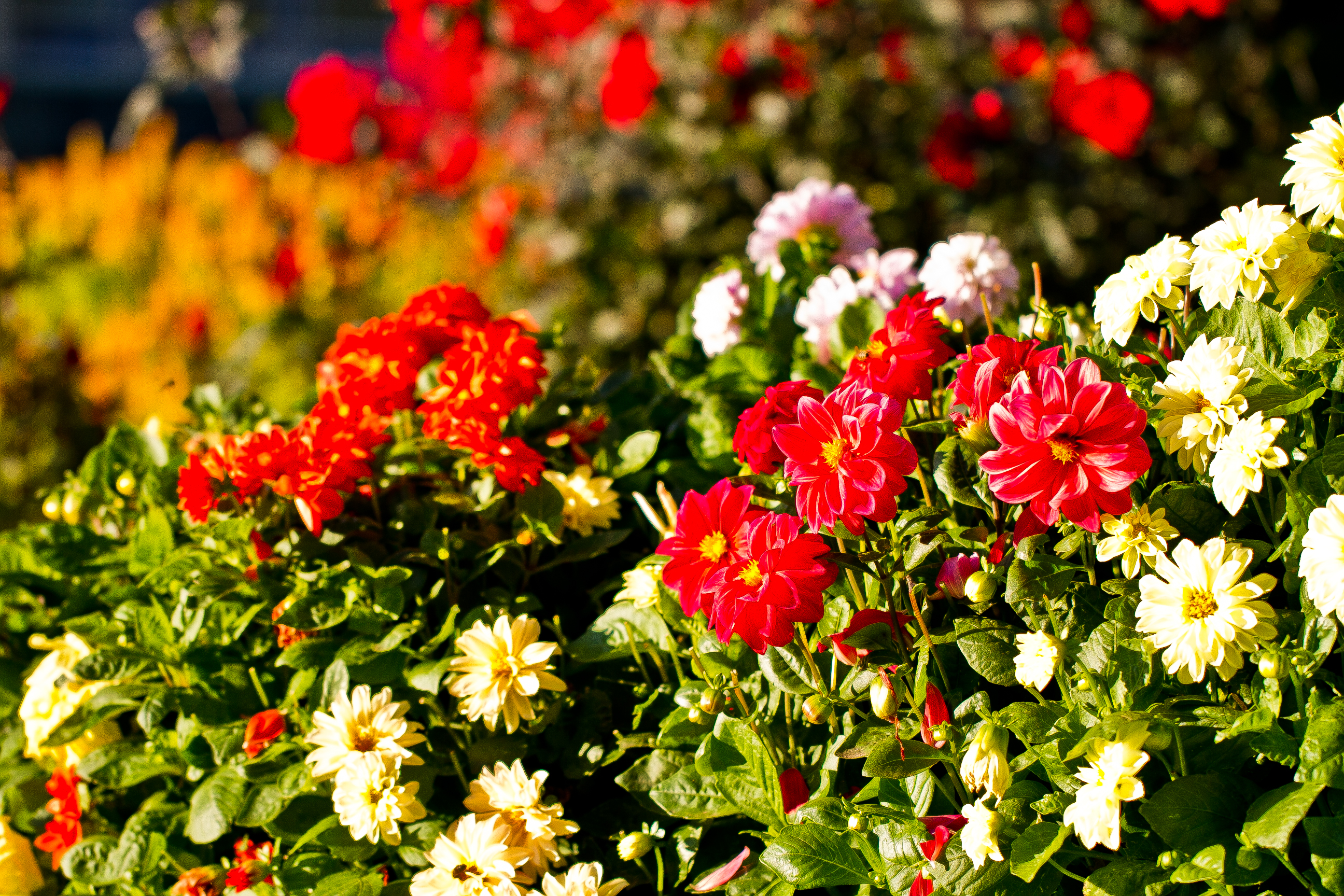
Квіти
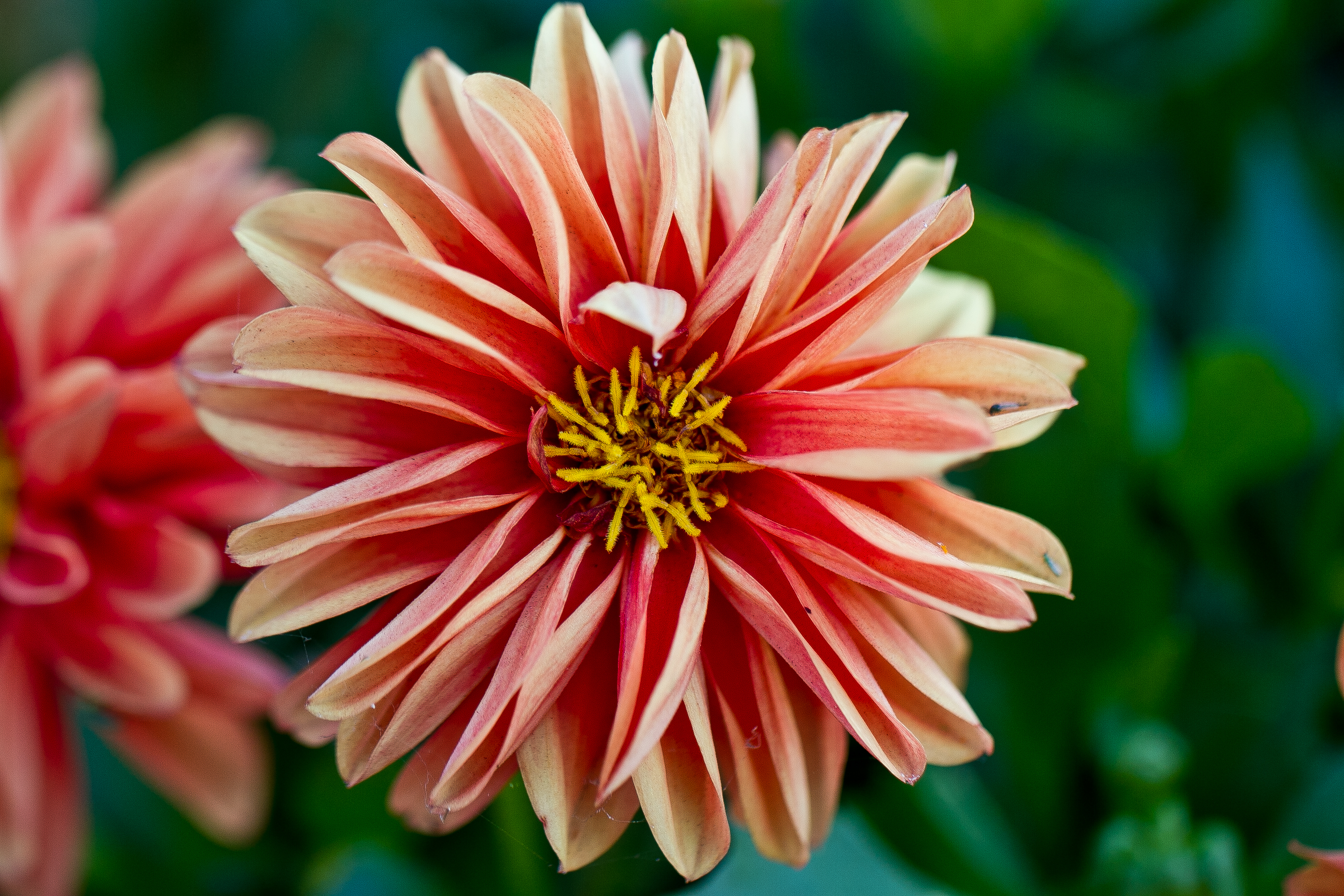
Жоржина
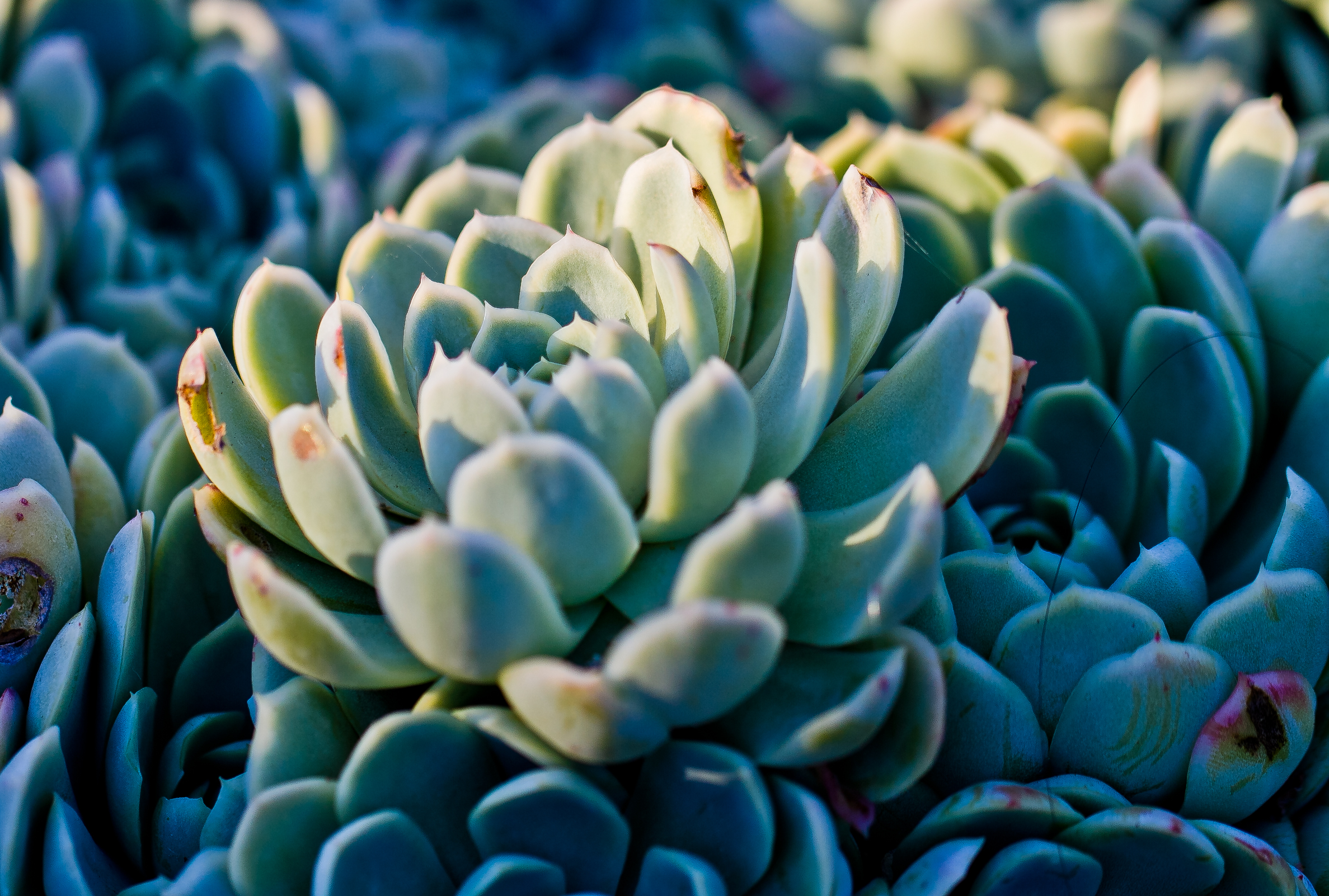
Ечеверія
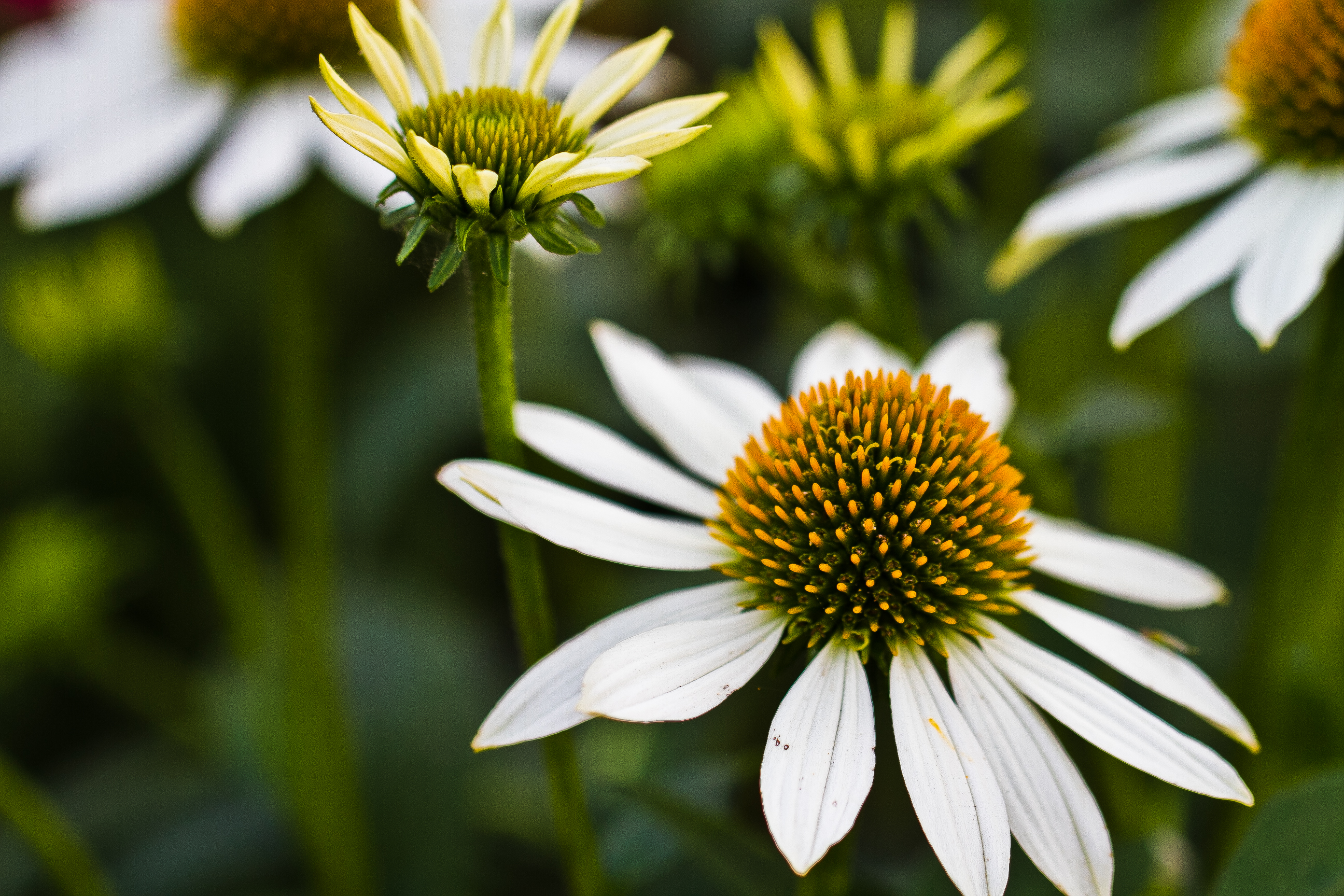
Ехінацея пурпурова
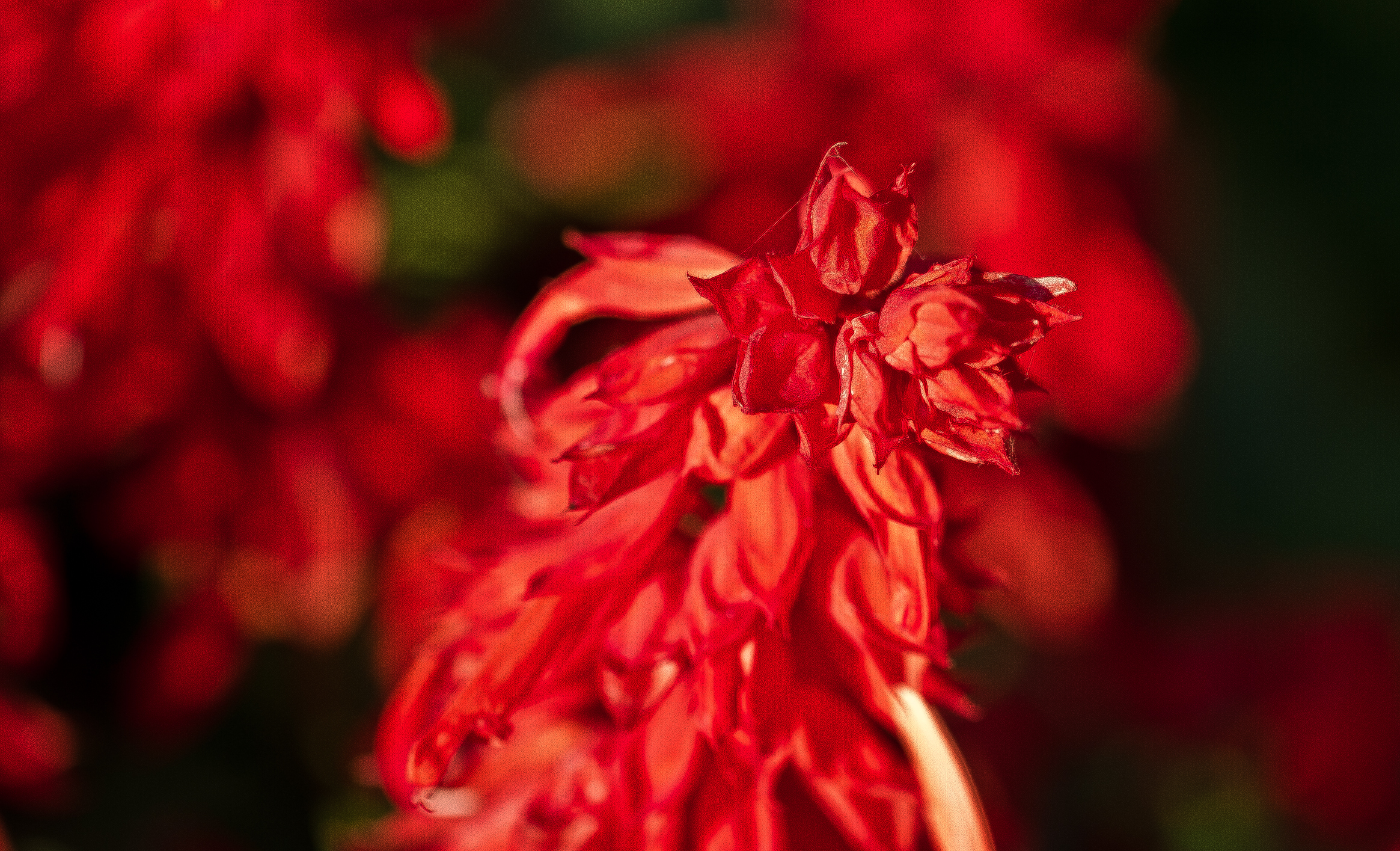
Salvia splendens
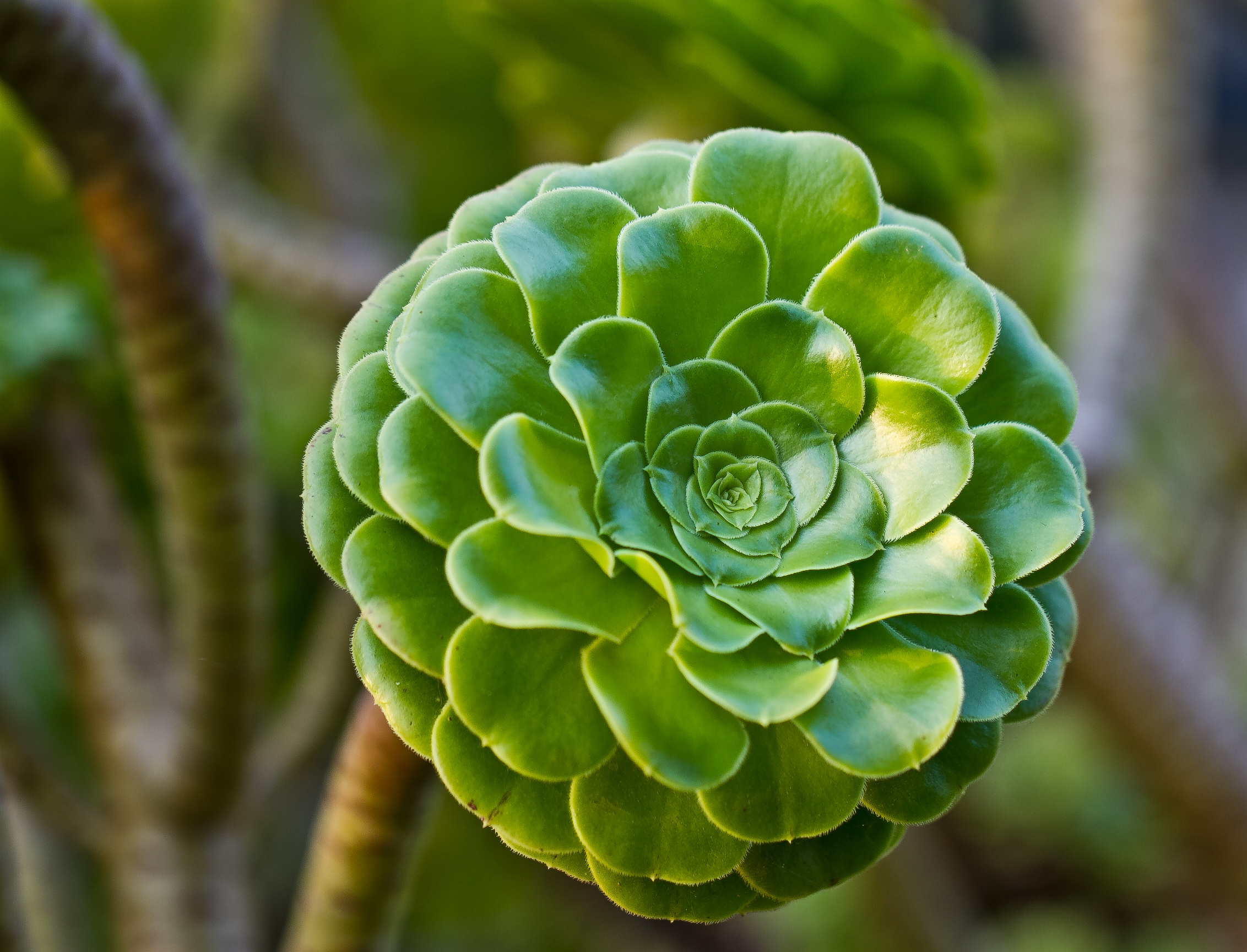
Aeonium arboreum